# Agía Paraskeví (Ágios Vasílios)
Pour les articles homonymes, voir Agía Paraskeví (homonymie).
Agía Paraskeví, en grec moderne : Αγία Παρασκευή, est un village du dème d'Ágios Vasílios, de l'ancienne municipalité de Lámpi, dans le district régional de Réthymnon, en Crète, en Grèce. Selon le recensement de 2011, la population d'Agía Paraskeví compte 13 habitants. Le village est situé à une altitude de 170 mètres.

## Recensements de la population
| Recensements | 1961 | 1971 | 1981 | 1991 | 2001 | 2011 |
| ------------ | ---- | ---- | ---- | ---- | ---- | ---- |
| Population   | 4    | 3    | 3    | 13   | 27   | 13   |

## Source de la traduction
- (el) Cet article est partiellement ou en totalité issu de l’article de Wikipédia en grec moderne intitulé « Αγία Παρασκευή Αρδάκτου Ρεθύμνου » (voir la liste des auteurs).